# Batterijtrein
Een accutrein of batterijtrein is een elektrisch treinstel of motorrijtuig, waarvan de elektromotoren gevoed worden door een oplaadbare batterij in de trein.

## Geschiedenis
De NS en de NMBS hebben voor de jaren 2020 nooit accutreinen gehad, maar de Deutsche Bundesbahn wel. Een bekende accutrein was Baureihe 515, die vanaf de jaren 1950 reed, onder andere naar Nederland op de verbindingen Gronau – Enschede en Aken – Maastricht.

## België
In 2022 bestelde Infrabel drie meettreinen die kunnen rijden op batterijvoeding (de eerste accutreinen in België) of stroomafname via de bovenleiding en met remenergierecuperatie. De eerste wordt in 2024 geleverd.
In 2022 schreef de NMBS een aanbesteding uit voor een nieuwe reeks treinstellen, MR30. Een deel van deze treinstellen moet als optie batterijvoeding hebben, om op de laatste Belgische diesellijnen de MW41 te vervangen, en korte afstanden op accu in het buitenland (Aken, Lille, Nederland) te rijden.

## Nederland
Arriva maakte in 2023 bekend dat het een batterijtrein wil rijden tusen Leeuwarden en Harlingen.

## Trein voor bovenleiding met nood-accu
Vanaf 2025 kwamen er treinstellen, bedoeld voor gebruik onder elektrische bovenleiding maar toch uitgerust met accupakket. Deze accu dient dan enkel om onvoorziene problemen met de bovenleiding of de pantograaf op te kunnen vangen en laat toe om aan lagere snelheid een station te bereiken of om de verlichting en koeling nog te laten werken.
Dit is het geval bij de Avelia Horizon, de hogesnelheidstrein van Alstom die bij de Franse SNCF TGV M genoemd wordt.